# Passiflora manicata
Passiflora manicata là một loài thực vật có hoa trong họ Lạc tiên. Loài này được (Juss.) Pers. mô tả khoa học đầu tiên năm 1806.